# 梅ケ谷駅
梅ケ谷駅（うめがだにえき）は、三重県度会郡大紀町大内山にある、東海旅客鉄道（JR東海）紀勢本線の駅である。

## 歴史
1965年（昭和40年）3月1日より天王寺駅 - 名古屋駅間を国鉄阪和線・紀勢本線・関西本線経由で特急「くろしお」が運行開始、これに先立ち、天王寺鉄道管理局は紀勢本線のほぼ中間で駅から駅までの距離の長い所へ複線列車待避所を造ることとなった。そこで、当時同線で最も駅間が長かった大内山駅 - 紀伊長島駅間（11.5 km）に待避所を新設することとなり、現在の当駅の位置に列車待避所（梅ヶ谷信号場）が新設された。また、以前から大内山村より大内山駅以外にもう1つ駅を新設して欲しいとの陳情があったため、ホームを新設し、旅客駅へ昇格させることとなった。
駅西側にある公園には駅開設を記念する石碑が建立されており、その文字を齋藤昇が揮毫している。

### 年表
- 1965年（昭和40年）
  - 2月27日：国鉄紀勢本線大内山駅 - 紀伊長島駅間に梅ヶ谷信号場として新設[2]。
  - 11月1日：梅ケ谷駅に昇格[2]。運転取扱職員のみ配置。
- 1983年（昭和58年）12月21日：無人駅化[3]。
- 1987年（昭和62年）4月1日：国鉄分割民営化に伴い、JR東海の駅となる[2]。

## 駅構造
島式ホーム1面2線を有する列車交換可能な地上駅。ホームは高い位置にある。のりばは西側が1番線、東側が2番線で、それぞれ亀山方面、新宮方面の列車が発着する。駅舎は無く、ホーム中央の階段を降りると紀勢本線下側を東西に走る道路に至るのでここから外に出る。
紀伊長島駅管理の無人駅。構内紀伊長島方には荷坂トンネルが見え、近くにトイレが設置されている。

### のりば
| 番線 | 路線      | 方向 | 行先             |
| ---- | --------- | ---- | ---------------- |
| 1    | ■紀勢本線 | 上り | 松阪・名古屋方面 |
| 2    | ■紀勢本線 | 下り | 尾鷲・新宮方面   |

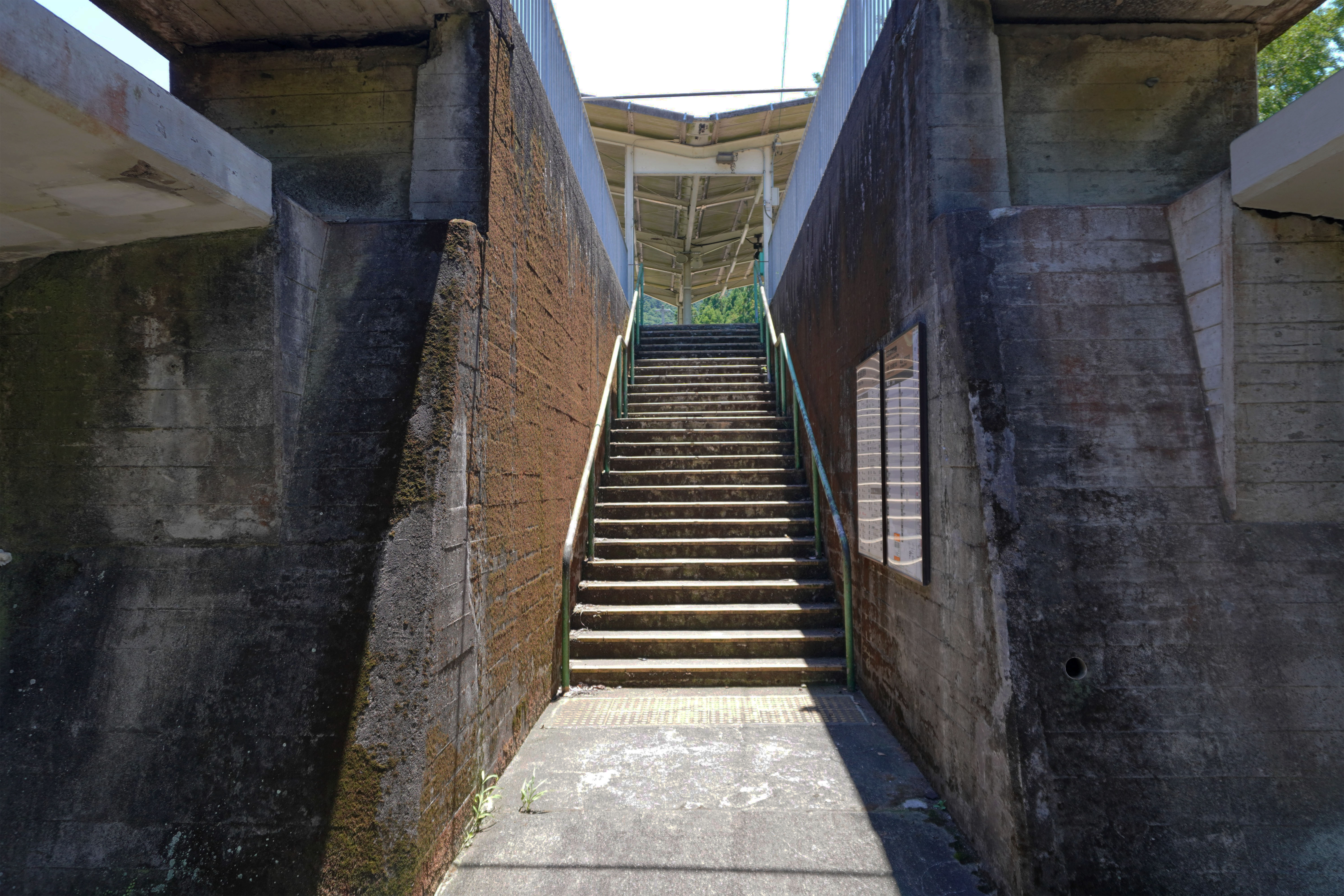
宮前橋梁の線路間にある出入口（2023年7月）
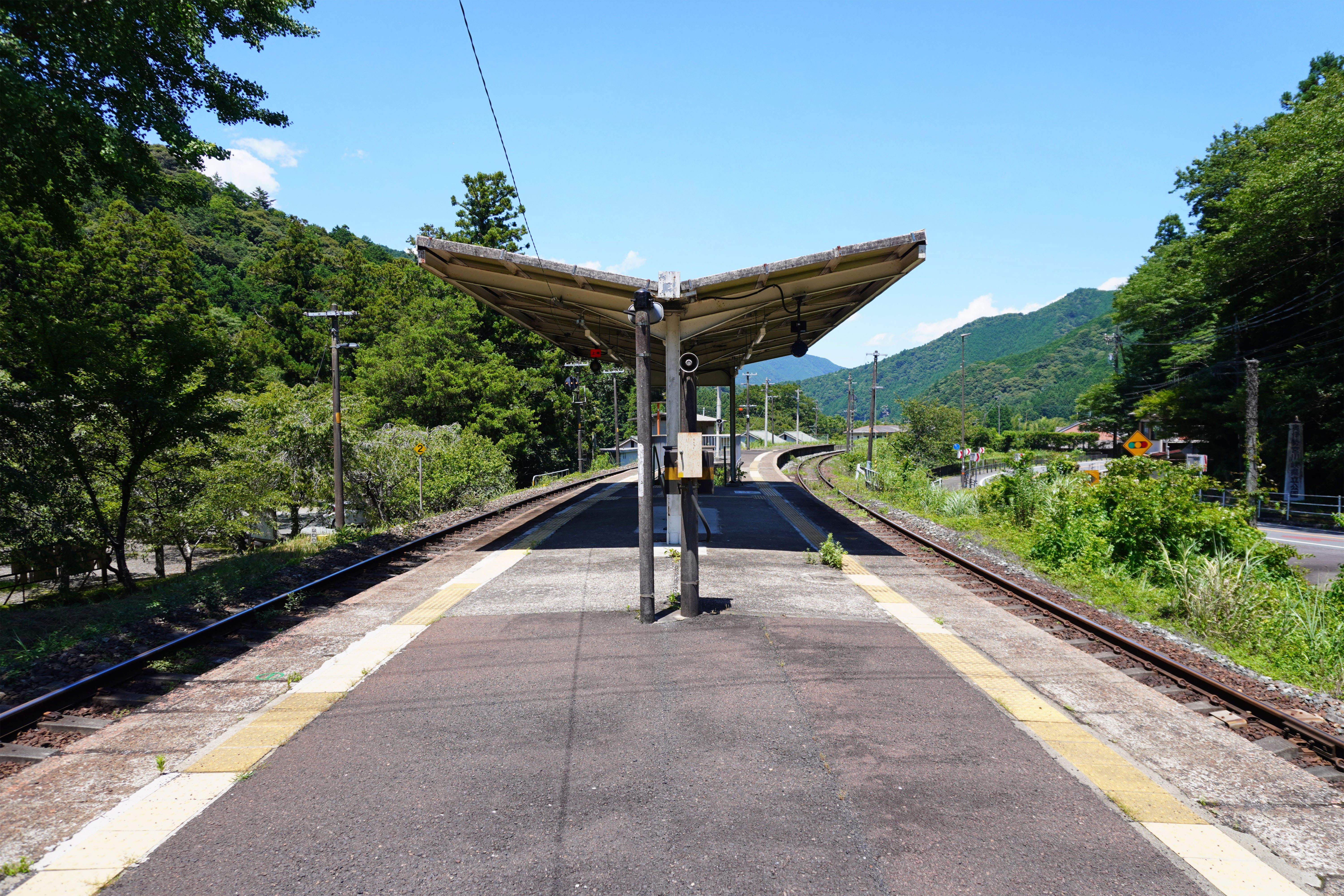
ホーム（2023年7月）

## 利用状況
「三重県統計書」によると、近年の1日平均乗車人員の推移は以下の通り。
| 年度   | 1日平均 乗車人員 |
| ------ | ---------------- |
| 1998年 | 27               |
| 1999年 | 34               |
| 2000年 | 28               |
| 2001年 | 29               |
| 2002年 | 26               |
| 2003年 | 27               |
| 2004年 | 28               |
| 2005年 | 22               |
| 2006年 | 18               |
| 2007年 | 21               |
| 2008年 | 20               |
| 2009年 | 25               |
| 2010年 | 27               |
| 2011年 | 26               |
| 2012年 | 20               |
| 2013年 | 20               |
| 2014年 | 21               |
| 2015年 | 18               |
| 2016年 | 18               |
| 2017年 | 15               |
| 2018年 | 15               |
| 2019年 | 17               |

## 駅周辺
南側に荷坂峠を控えた山間部である。紀勢本線は当駅と紀伊長島駅の間で荷坂峠を越えるがこれが伊勢国と紀伊国の境となっていた。
駅の東側は国道42号に面し、国道沿いに集落が散在する。また駅西側は八柱神社がある他公園として整備されており、公衆トイレ等も備えている。
大内山川は駅北側約500mの所で進路を東から北へ変え、この地点で南から北へ流れる梅ヶ谷川と合流している。国道42号はこの地点より南側では梅ヶ谷川に、北側では大内山川に沿って走る。合流点より西側の大内山川には、駅北側の梅ヶ谷（うめがたに）交差点で国道より分岐する県道758号が沿っている。
なお当駅は熊野古道伊勢路の荷坂峠及びツヅラト峠ルートの登山口となっており、臨時停車駅として下り特急「南紀」が一部停車する。同ルートを行くには、当駅から紀伊長島駅に至るのが便利である。

## 隣の駅
東海旅客鉄道（JR東海）
■紀勢本線
大内山駅 - 梅ケ谷駅 - 紀伊長島駅